# Schizopera pratensis
Schizopera pratensis är en kräftdjursart som beskrevs av Noodt 1958. Schizopera pratensis ingår i släktet Schizopera och familjen Diosaccidae. Inga underarter finns listade i Catalogue of Life.